# Horst Eckert (Autor)

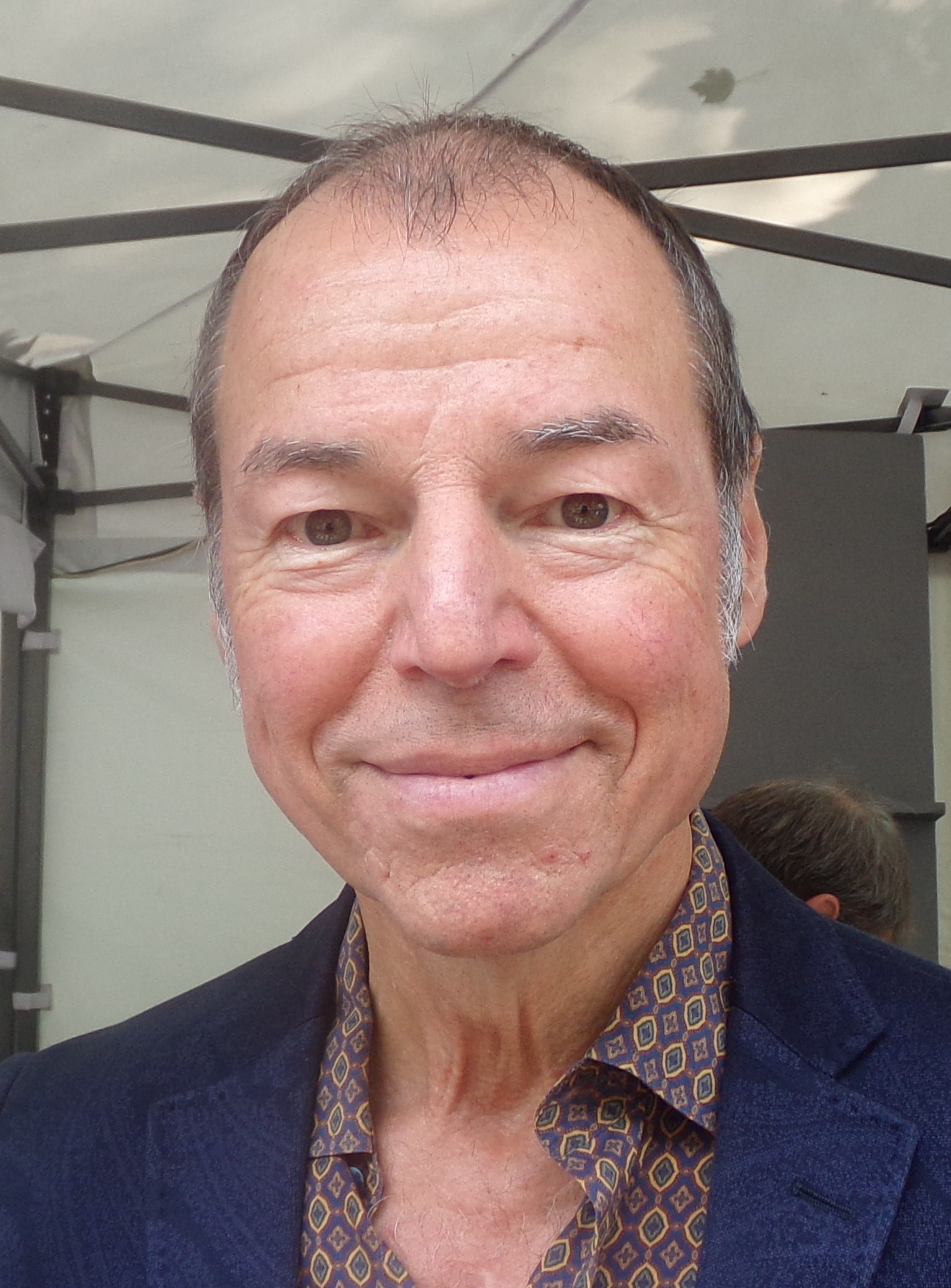
Horst Eckert (2024)

Horst Eckert (* 7. Mai 1959 in Weiden in der Oberpfalz) ist ein deutscher Autor von Kriminalromanen.

## Leben
Eckert studierte Politische Wissenschaften in Erlangen und Berlin. Er war in Köln und Düsseldorf als Fernsehjournalist u. a. für den WDR, VOX und das RTL-Nachtjournal tätig. 1995 erschien sein erster Kriminalroman Annas Erbe. Eckert lebt als freier Autor in Düsseldorf, wo auch die meisten seiner Krimis spielen. Seine Romane erscheinen im Grafit Verlag, ab 2013 im zu Rowohlt gehörenden Wunderlich-Verlag, seit 2020 bei Heyne.
Für Aufgeputscht erhielt er 1998 den Marlowe-Preis, für Die Zwillingsfalle 2001 den Friedrich-Glauser-Preis der „Autorengruppe deutschsprachige Kriminalliteratur“ – Das Syndikat, zu dem er noch weitere Male nominiert wurde, für Schwarzer Schwan den Publikumspreis Krimi-Blitz. Für den Thriller Wolfsspinne wurde Eckert 2017 mit der Herzogenrather Handschelle ausgezeichnet, für Im Namen der Lüge mit der „Silbernen Lupe“ des Crime Cologne Festivals.
Einige seiner Romane wurden ins Französische, Niederländische und Tschechische übersetzt.

## Werke
Romane 
- Annas Erbe, Grafit, Dortmund 1995, ISBN 978-3-89425-053-9.
- Bittere Delikatessen, Grafit, Dortmund 1996, ISBN 978-3-89425-059-1.
- Aufgeputscht, Grafit, Dortmund 1997, ISBN 978-3-89425-078-2
- Finstere Seelen, Grafit, Dortmund 1998, ISBN 978-3-89425-218-2.
- Die Zwillingsfalle, Grafit, Dortmund 2000, ISBN 978-3-89425-238-0
- Ausgezählt, Grafit, Dortmund 2002, ISBN 978-3-89425-265-6.
- Purpurland, Grafit, Dortmund 2003, ISBN 978-3-89425-284-7.
- 617 Grad Celsius, Grafit, Dortmund 2005, ISBN 978-3-89425-297-7.
- Der Absprung,  Edition Nautilus, Hamburg 2006, ISBN 978-3-89401-497-1
- Königsallee, Grafit, Dortmund 2007, ISBN 978-3-89425-654-8.
- Sprengkraft, Grafit, Dortmund 2009, ISBN 978-3-89425-660-9.
- Schwarzer Schwan, Grafit, Dortmund 2011, ISBN 978-3-89425-667-8.
- Schwarzlicht, Wunderlich, Reinbek bei Hamburg 2013, ISBN 978-3-8052-5057-3.
- Schattenboxer, Wunderlich, Reinbek bei Hamburg 2015, ISBN 978-3-8052-5079-5.
- Wolfsspinne, Wunderlich, Reinbek bei Hamburg 2016, ISBN 978-3-8052-5099-3.
- Der Preis des Todes, Wunderlich, Reinbek bei Hamburg 2016, ISBN 978-3-8052-0012-7.
- Im Namen der Lüge, Heyne, München 2020, ISBN 978-3-453-43966-5.
- Die Stunde der Wut, Heyne, München 2021, ISBN 978-3-453-44103-3.
- Das Jahr der Gier, Heyne, München 2022, ISBN 978-3-453-42637-5.
- Die Macht der Wölfe, Heyne, München 2023, ISBN 978-3-453-44175-0

 Kurzgeschichten (Auswahl) 
- Juwelen am Hellweg in: Mehr Morde am Hellweg, Grafit 2004 (nominiert für den Friedrich-Glauser-Preis 2005)
- Wege zum Ruhm in: Blutgrätsche, Grafit 2006 (nominiert für den Friedrich-Glauser-Preis 2007)

## Auszeichnungen
- Marlowe-Preis 1998 für Aufgeputscht
- Friedrich-Glauser-Preis 2001 für Die Zwillingsfalle
- Auteur-en-residence in Bordeaux 2008
- Krimistipendium der Stadt Wiesbaden 2010
- Krimi-Blitz 2012 für Schwarzer Schwan
- Arbeitsstipendium der Stadt Düsseldorf 2016 für Wolfsspinne
- Herzogenrather Handschelle 2017 für Wolfsspinne
- Shortlist Crime Cologne Award 2020 für Im Namen der Lüge
- Shortlist Crime Cologne Award 2022 für Das Jahr der Gier
- Ebner & Stolz-Preis der Stuttgarter Kriminächte (bester Wirtschaftskrimi 2022) für Das Jahr der Gier
- Arbeitsstipendium der Stadt Düsseldorf 2023 für Die Macht der Wölfe
- Preis der Heinrich-Böll-Stiftung Baden-Württemberg (bester Politkrimi 2023) für Die Macht der Wölfe

## Mitgliedschaften
PEN-Zentrum Deutschland
Syndikat e.V.